# Lúcio de Mendonça
Lúcio Eugênio de Meneses e Vasconcelos Drummond Furtado de Mendonça (Piraí, 10 de março de 1854 – Rio de Janeiro, 23 de novembro de 1909) foi um advogado, jornalista, magistrado e escritor brasileiro, idealizador da Academia Brasileira de Letras.

## Biografia
Foi um dos filhos do casal Salvador Furtado de Mendonça e Amália de Meneses Drummond. Quando tinha apenas cinco anos seu pai morreu, o que forçou a diáspora dos irmãos, com um novo casamento da mãe.
Lúcio de Mendonça é mandado para São Gonçalo do Sapucaí, em Minas Gerais. Ali aprende a ler sozinho, sem professores. Em 1871 ingressa na Faculdade de Direito de São Paulo mas, como tivesse repetido o ano de 1873, só colou grau em 1877. Nesse tempo experimenta a literatura - por instâncias do irmão Salvador de Mendonça, diretor do jornal "O Ipiranga".
Na Faculdade é suspenso por dois anos, por haver participado de um protesto. Este período foi-lhe de suma importância: vai para o Rio de Janeiro onde, junto ao irmão, trabalha na redação de um jornal republicano, onde conhece diversos escritores já renomados, dentre os quais Machado de Assis, que o brinda com o prefácio de seu primeiro livro então lançado: "Névoas Matutinas".
Formando-se, em 1878, volta para São Gonçalo de Sapucaí, onde se casa e ensaia a vida pública como vereador. Colabora em diversos jornais, realizando intensa campanha republicana - período em que escreve diversos contos.
Com a Proclamação da República - que tanto defendera - ocupa diversos cargos públicos até ser nomeado para o Supremo Tribunal Federal (1895).
Continua a escrever - agora sob pseudônimo - para os jornais. Propõe a fundação da Academia, neste período.
Nomeado procurador-geral da República em 7 de janeiro de 1897, vê-se forçado a aposentar-se por estar ficando cego - a doença afastou-o completamente da vida social.

## Obras publicadas
Além de traduções, publicou Lúcio de Mendonça:

## O "Pai" da Academia Brasileira de Letras

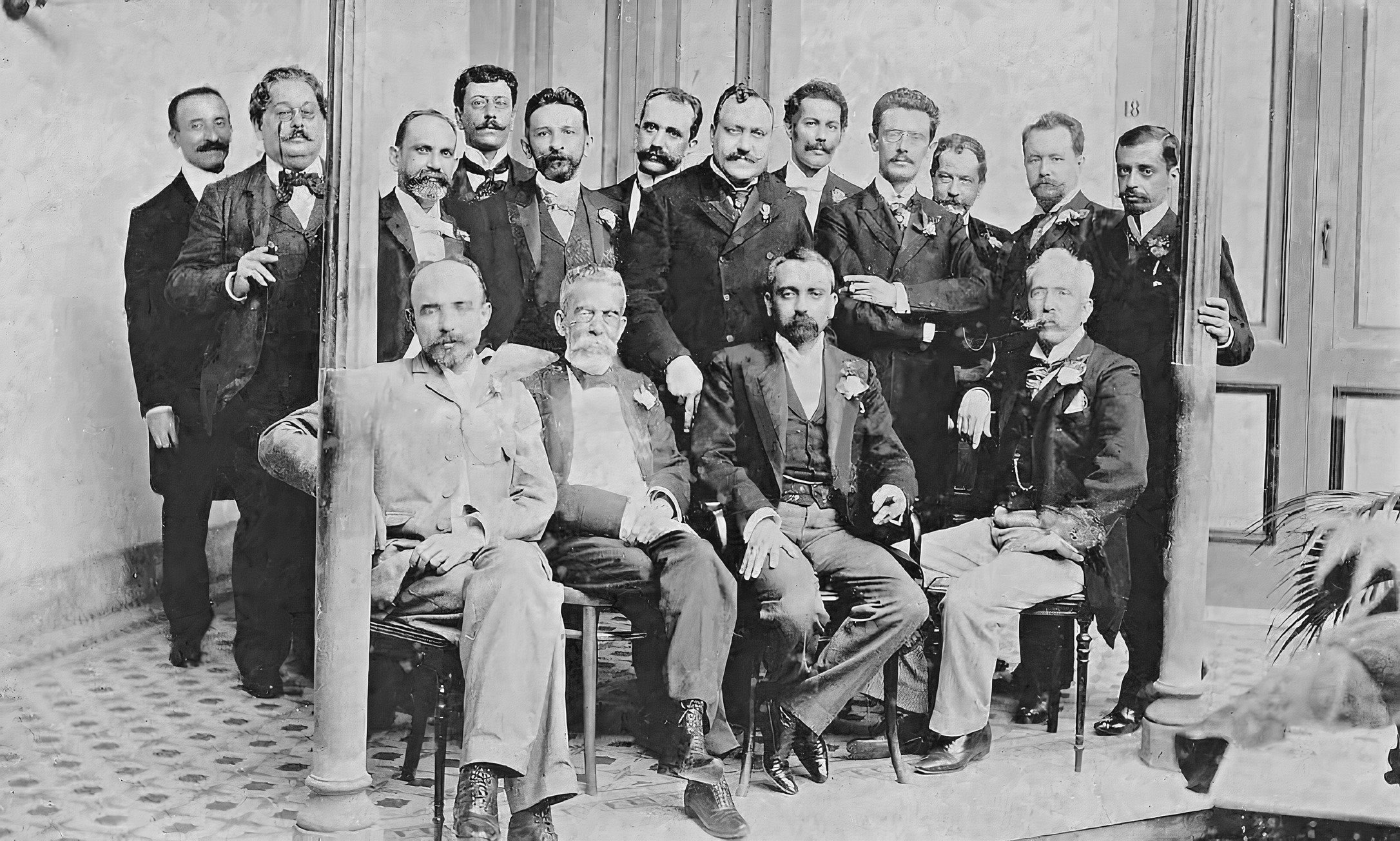
Em pé: Rodolfo Amoedo, Artur Azevedo, Inglês de Sousa, Olavo Bilac, José Veríssimo, Sousa Bandeira, Filinto de Almeida, Guimarães Passos, Valentim Magalhães, Rodolfo Bernadelli, Rodrigo Octavio e Heitor Peixoto. Sentados: João Ribeiro, Machado de Assis, Lúcio de Mendonça e Silva Ramos.

Proclamada a República, frequenta Lúcio de Mendonça a redação da "Revista Brasileira". Ali, junto ao amigo Machado de Assis e a Joaquim Nabuco - já então consagrados escritores - revela a ideia de fundar-se a Academia.
Participa das reuniões preparatórias, da comissão encarregada de elaborar o Regimento Interno e o distintivo e, depois de sua fundação, de outras comissões.
Ocupou Lúcio de Mendonça a cadeira 11, cujo patrono é Fagundes Varela.